# Voyeur (film, 1999, Stephan Elliott)
Pour les articles homonymes, voir Voyeur et Eye of the Beholder.
Pour plus de détails, voir Fiche technique et Distribution.
Voyeur (Eye of the Beholder) est un film anglo-australo-canadien de Stephan Elliott, sorti en 1999.
Il est inspiré d'un roman de Marc Behm, Eye of the Beholder (1980), adapté une première fois sous le titre Mortelle Randonnée (1983) par Claude Miller.

## Synopsis
L'Œil, un des agents secrets les plus efficaces de Grande-Bretagne, est aussi un grand solitaire, qui rumine ses échecs passés. Lorsqu'une de ses missions l'entraîne sur les traces de Joanna, une jeune femme aussi belle qu'étrange, il est immédiatement fasciné. L'Œil ne la quitte plus d'une semelle, devenant le spectateur silencieux de ses crimes.

## Fiche technique
- Titre original : Eye of the Beholder
- Titre français et québécois : Voyeur
- Réalisation : Stephan Elliott
- Scénario : Stephan Elliott, d'après le roman Eye of the Beholder de Marc Behm
- Genre : Thriller
- Durée : 109 minutes
- Pays :  Royaume-Uni,  Canada,  Australie
- Langue originale : anglais
- Dates de sortie : 
  - Corée du Sud : 28 août 1999
  - France et Suisse : 24 novembre 1999
- Film interdit aux moins de 12 ans lors de sa sortie en salles en France

## Distribution
Légende : V. Q. = Version Québécoise
- Ewan McGregor (V. F. : Bruno Choël ; V. Q. : François Godin) : Stephen Wilson
- Ashley Judd (V. F. : Martine Irzenski ; V. Q. : Julie Burroughs) : Joanna Eris
- Patrick Bergin (V. Q. : Benoit Rousseau) : Alexander Leonard
- Geneviève Bujold (V. Q. : Élizabeth Lesieur ; VF : Marion Loran) : Dr Jeanne Brault
- Jason Priestley (V. Q. : Martin Watier) : Gary
- K.d. lang (V. Q. : Christine Séguin) : Hilary
- Anne-Marie Brown et Kaitlin Brown (V. Q. : Geneviève Déry) : Lucy Wilson
- David Nerman (VF : Philippe Dumond) : Mickey Argyle